# Томазий, Христиан
Христиан Томазий (Томазиус, нем. Christian Thomasius; 1 января 1655, Лейпциг, Германия — 23 сентября 1728, Галле, Германия) — немецкий философ и юрист, деятель Просвещения. Одним из первых среди немецких философов начал последовательно писать и выступать с лекциями по юриспруденции на немецком языке (1687), заложив основы немецкой философской терминологии. Основатель первого научного журнала «Ежемесячные беседы» (die Monatsgespräche) (1688—1690) на немецком языке для общего образования; принимал участие в создании Университета Галле (1694). Внёс существенный вклад в изменение общественного мнения относительно охоты на ведьм и во многом способствовал началу её официального запрещения в Германии.

## Биография
Христиан Томазий был старшим сыном лейпцигского профессора философии Якоба Томазия. Получив основательное домашнее образование под руководством отца, в 1669 году он поступил на философский факультет Лейпцигского университета и уже спустя несколько месяцев смог получить научную степень бакалавра, а в январе 1672 года — магистра (magister atrium). Под влиянием лекции своего отца о «De jure belli ac pacis» Гуго Гроция и «Jus naturae et gentium» Пуфендорфа, Христиан Томазий обратился к изучению юриспруденции, и с 1675 года обучался в университете Франкфурта-на-Одере под руководством Иоганна Фридриха Ретца и Самуэля Штрика. В 1678 году вышла его диссертационная работа «De Iure Circa Frumentum», и в следующем году он получил степень доктора права, после чего некоторое время сам читал лекции по праву.
Вернувшись в 1679 году в Лейпциг, Томазий начал адвокатскую практику и в качестве приват-доцента читал лекции по естественному праву. Под воздействием трактата Пуфендорфа «Apologia pro se et suo libro» 1674 года он окончательно сменил свои прежние взгляды, решительно порвав с ортодоксальным и в целом церковно-фундированным пониманием естественного права. В 1681 году Томазий занял кафедру естественного права Лейпцигского университета — назначение, которое он, очевидно, понял как своего рода одобрение его взглядов и, вероятно, даже как карт-бланш для утверждения автономности научного дискурса на основе доказательных и разумных принципов, без учёта теологической проблематики. Отвергая зависимость светского начала от религиозного, прежде всего — в практической жизни, он провозглашал также новое понимание задачи и метода наук, фактически выступив против сложившегося статус-кво конфессиональной эпохи.
Первые признаки конфликтной ситуации проявились после того, как 31 октября 1687 года (в День Реформации) Томазий анонсировал свою лекцию нем. «Discours Welcher Gestalt man denen Frantzosen in gemeinem Leben und Wandel nachahmen solle? ein Collegium über des Gratians Grund-Reguln/ Vernünfftig/ klug und artig zu leben», прибив, подобно Лютеру, объявление на дверях университетской церкви. Хотя это было не первое немецкоязычное объявление и далеко не первая немецкоязычная лекция, как зачастую утверждается, однако открыто вызывающая форма его действий и призыв учиться у «французов», как и последовавшая лекция о недостатках аристотелевской этики, а также его резкие сатирические выпады против университетских коллег в его же газете «Ежемесячные беседы», критика в адрес цензуры, налогообложения и призывы к толерантности в отношении пиетизма Франке, вызвали резко негативную реакцию сторонников лютеранской ортодоксии города, прежде всего Валентина Альберти, Августа Пфайфера и Иоганна Бенедикта Карпцова. Межрелигиозный спор в саксонской курфюршеской семье, в котором Томазий публично высказался против позиции лютеранских теологов (а тем самым и против мнения собственного факультета) и — с политической точки зрения — в пользу Курбранденбурга, поставили точку в его лейпцигской карьере: в марте 1690 года Томазий получил запрет на преподавание и публицистическую деятельность в Саксонии.
Покинув 15 марта Лейпциг, Христиан Томазий поселился в соседнем Галле, входившем в состав Бранденбург-Пруссии, и уже 4 апреля того же года получил титул курфюршесткого советника. В Галле он читал публичные лекции по юриспруденции и философии в местной рыцарской академии, заложив тем самым фундамент нового университета, открытого в 1694 году при его непосредственном содействии. В дальнейшем Томазий возглавлял юридический факультет университета и в 1707—1708 годах был также его проректором (титул ректора остался за курфюрстом, позднее прусским королём). Кроме прочего, он участвовал в реформе прусского всеобщего правового законодательства.
Скончавшийся 23 сентября 1728 года, Христиан Томазий был похоронен на городском кладбище Галле Stadtgottesacker.

## Философия
Как мыслитель, Томазиус никогда не достигал той высоты, на которую поднялись оба его великих предшественника — Гроциус и Пуфендорф. Но его деятельность имеет громадное значение; в ней впервые обнаруживаются плодотворные черты немецкого просвещения, стремление приблизить науку к жизни и освободить её от схоластического шаблона, отрицание авторитетов, вера в силу справедливости и разума, требование религиозной терпимости.
Томазиус едва ли не первый из немцев решился громко заявить, что пора философии перестать быть служанкой богословия, что её нужно понимать как общеполезную светскую мудрость. Предметом философии должен быть человек с его моральным миром; ближайшая её задача — не ученость, а образование, её орган — здравый смысл. Начал Томазиус с защиты точки зрения Пуфендорфа против нападок лейпцигского профессора Альберти; но и тут он не следовал рабски за учителем. Его концепция принципа человеческого общежития шире, чем у Пуфендорфа. Отказываясь сводить его исключительно к физической необходимости, к эгоистическому расчёту, словом — к материальным условиям существования, Томазиус видит более возвышенный его источник:любовь, соединенную с разумом, — другими словами, тот вид любви, который в противоположность эгоизму может быть отождествлен с общежительностью. Позднее, под влиянием Локка, центр тяжести системы Томазиуса был перенесен с общественной точки зрения на индивидуалистическую. Принципом человеческой деятельности он теперь провозглашает стремление к счастью, к личному благу. Но это стремление большею частью проявляется в извращенных формах — сластолюбии, корысти, честолюбии; борьба этих форм нарушает как внутренний (душевный) мир отдельного человека, так и внешний мир между людьми. Он может быть восстановлен мудрым человеком с помощью двух средств: совета и приказания.
Отсюда — вся практическая философия Томазиуса делится на этику, трактующую об honestum, политику, трактующую о decorum, и естественное право, трактующее о justum. В первом случае действует только совет (формула: quod vis ut alii sibi faciant, tute tibi facies, то есть делай для себя то, что ты желаешь, чтобы другие делали для себя); во втором — и совет, и приказание (формула: quod vis ut alii tibi faciant, tu ipsis facies, то есть делай другим то, что ты желаешь, чтобы они делали тебе); в третьем — только приказание (формула: quod tibi non vis fieri, alteri ne faceris, то есть не делай другим того, чего сам себе не желаешь). Таким образом, господствующей чертой естественного права является императивный и вместе с тем отрицательный характер его норм. Отсюда вытекает принципиальное разграничение права и нравственности — этот наиболее капитальный вклад, сделанный Томазиусом в науку. У Томазиуса это разграничение было далеко не исключительно теоретическим положением: оно в значительной степени отражает общественные условия эпохи. Первая стадия истории немецкого протестантизма закончилась провозглашением принципа cuius regio, eius religio, ставившего религиозные убеждения под контроль власти. Разграничивая право и нравственность, Томазиус признал единственным источником последней внутреннее сознание человека, не зависимое от велений власти. Наоборот, юридические нормы регулируют внешние обязанности и только их; в этой сфере государство может пускать в ход приказания; в нравственной области единственное орудие воздействия — совет. Из требования свободы совести вытекает протест Томазиуса против пережитков средневековья — против процессов о колдовстве, против пытки и прочего.
В противоположность Гоббсу, требовавшему закрепощения совести и полного подчинения её государству, Томазиус провозглашает независимость человека в наиболее ценной стороне его жизни. В этом отношении заслуга Томазиуса очень велика. Ему пришлось рубить просеки в дремучем лесу предрассудков, суеверий, слепой веры в авторитеты и вообще всяческих остатков средневековья. Христиан фон Вольф, Андреас Рюдигер, Моисей Мендельсон, Лессинг, сам Кант — все они в большей или меньшей степени пользовались идеями Томазиуса, обосновывая их по-своему и создавая для них более широкую аудиторию.

## Список произведений
- Lehrbuch des Naturrechtes (1687)
- Von der Nachahmung der Franzosen (1687)
- Institutiones iurisprudentiae divinae (1688)
- Monatsgespräche (1688—1690)
- Ausübung der Vernunfft-Lehre. Halle 1691.
- Versuch vom Wesen des Geistes (1699)
- Summarischer Entwurf der Grundregeln, die einem studioso juris zu wissen nöthig (1699)
- De crimine magiae (1701)
- Fundamenta iuris naturae et gentium (1705)
- Selecta Feudalia (1708)
- Vom Recht des Schlafens und Träumens